# Choctaw (Oklahoma)
Choctaw es una ciudad ubicada en el condado de Oklahoma en el estado estadounidense de Oklahoma. En el año 2010 tenía una población de 11146 habitantes y una densidad poblacional de 158,77 personas por km².

## Geografía
Choctaw se encuentra ubicada en las coordenadas 35°28′57″N 97°16′2″O / 35.48250, -97.26722 (35.482383, -97.267330).

## Demografía
Según la Oficina del Censo en 2000 los ingresos medios por hogar en la localidad eran de $49,291 y los ingresos medios por familia eran $55,437. Los hombres tenían unos ingresos medios de $36,540 frente a los $27,914 para las mujeres. La renta per cápita para la localidad era de $21,041. Alrededor del 5.9% de la población estaban por debajo del umbral de pobreza.